# Edward Devitt

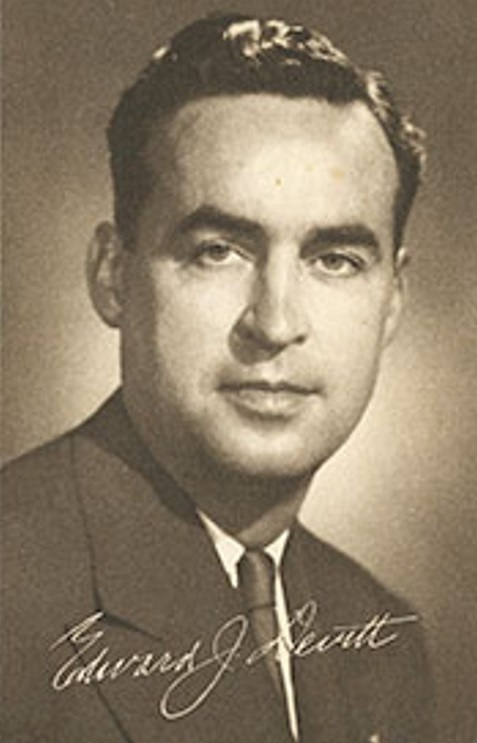
Edward J. Devitt (1950)

Edward James Devitt (* 5. Mai 1911 in Saint Paul, Minnesota; † 2. März 1992 ebenda) war ein US-amerikanischer Jurist und Politiker. Zwischen 1947 und 1949 vertrat er den Bundesstaat Minnesota im US-Repräsentantenhaus; danach wurde er Bundesrichter am Bundesbezirksgericht für den Distrikt von Minnesota.

## Werdegang
Edward Devitt besuchte bis 1930 die St. John’s College Preparatory High School in Collegeville. Danach studierte er zwischen 1930 und 1932 an der dortigen St. John’s University. Nach einem anschließenden Jurastudium an der University of North Dakota in Grand Forks und seiner Zulassung als Rechtsanwalt begann er in diesem Beruf zu arbeiten. Zwischen 1935 und 1939 war er unter anderem Stadtrichter in East Grand Forks (Minnesota). Von 1939 bis 1942 fungierte Devitt als stellvertretender Attorney General von Minnesota. Während des Zweiten Weltkrieges diente er von 1942 bis 1946 in der US Navy.
Politisch war Devitt Mitglied der Republikanischen Partei. Bei den Kongresswahlen des Jahres 1946 wurde er im vierten Wahlbezirk von Minnesota in das US-Repräsentantenhaus in Washington, D.C. gewählt, wo er am 3. Januar 1947 die Nachfolge von Frank Starkey antrat. Da er bei den nächsten Wahlen im Jahr 1948 nicht bestätigt wurde, konnte er bis zum 3. Januar 1949 nur eine Legislaturperiode im Kongress absolvieren. Nach seiner Zeit im US-Repräsentantenhaus war er zwischen 1950 und 1954 Richter am Nachlassgericht im Ramsey County.
Am 10. Dezember 1954 wurde Devitt durch Präsident Dwight D. Eisenhower als Nachfolger von Matthew M. Joyce zum Richter am United States District Court for the District of Minnesota ernannt. Da sich der Kongress in der Sitzungspause befand, wurde dafür ein Recess Appointment genutzt. Die formale Nominierung erfolgte am 10. Januar 1955, woraufhin der Senat der Vereinigten Staaten Devitts Ernennung am 4. Februar desselben Jahres bestätigte und dieser sein Amt drei Tage darauf offiziell antreten konnte. Von 1959 bis 1981 war er als Chief Judge Vorsitzender dieses Bundesgerichts. Am 1. Mai 1981 wechselte er in den Senior Status und ging damit faktisch in den Ruhestand. Sein Sitz fiel an Paul A. Magnuson; den Vorsitz des Gerichts übernahm Miles Lord. Edward Devitt starb am 2. März 1992 in seiner Heimatstadt Saint Paul.